# Biotope
Pour les articles homonymes, voir Biotope (homonymie).

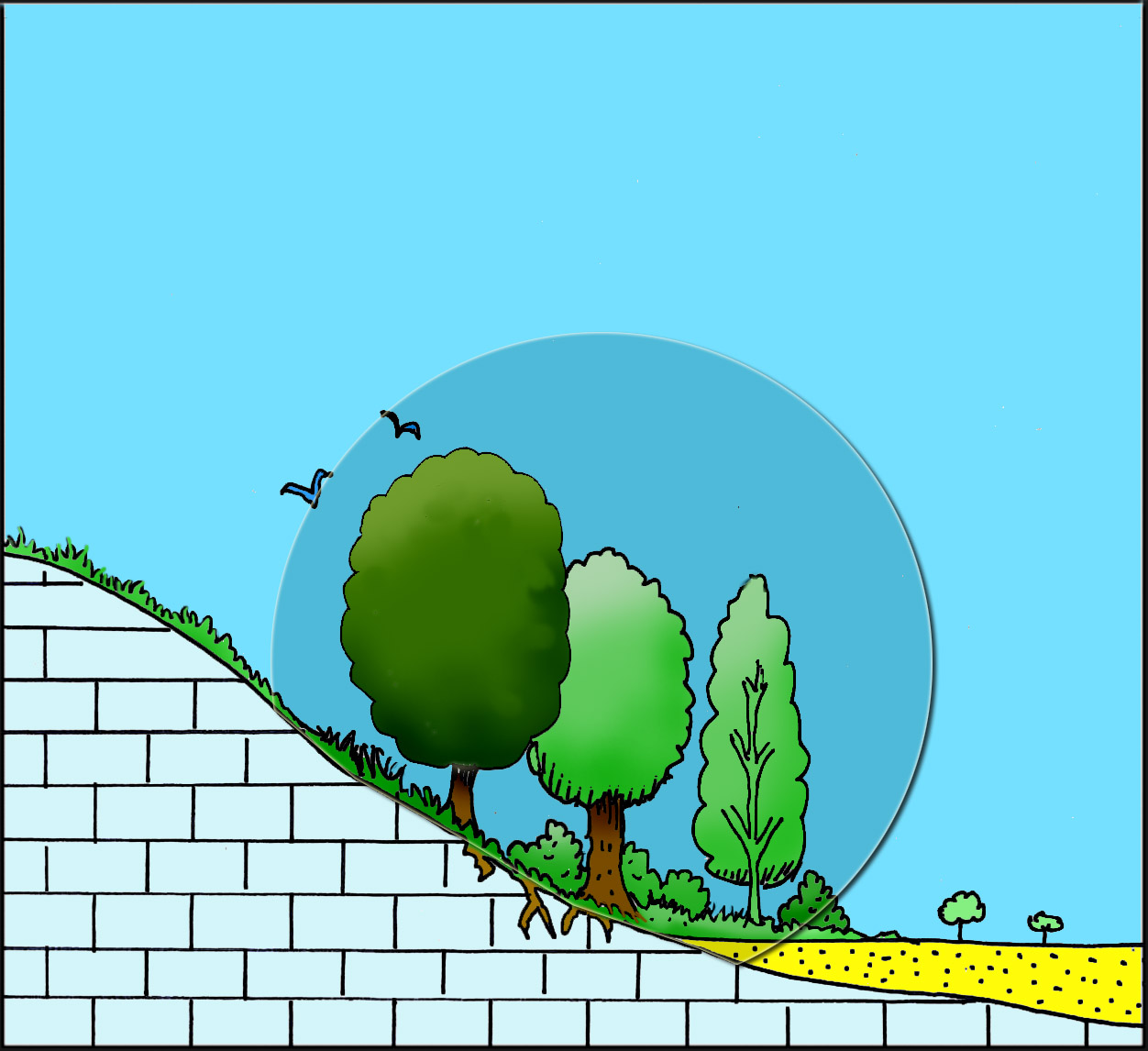
De manière grossièrement simplifiée, le biotope est un milieu et des conditions, relativement stables, permettant la persistance d'une certaine biocénose.

Les différents biotopes océaniques

En écologie, un biotope (du grec ancien : βίος / bíos, « vie », et τόπος / tópos,« lieu ») est un lieu de vie défini par des caractéristiques physiques et chimiques déterminées relativement uniformes. Ce milieu héberge un ensemble de formes de vie composant la biocénose : flore, faune, fonge (champignons), et des populations de micro-organismes.
Un biotope et la biocénose qu'il accueille forment un écosystème caractéristique. L'évolution de cet écosystème tend vers un climax momentané, qui change avec notamment le climat, manifestant un nouvel équilibre du biotope. Ainsi, la vie peut continuer avec des modifications de la démographie et de la biodiversité des espèces.
Le terme biotope vient d'Arthur George Tansley. Un biotope est à distinguer d'un biome, qui est un large regroupement d'écosystèmes caractéristique d'un type de climat et de sol.
Dès les années 1950, l'Union internationale pour la conservation de la nature (UICN), au sein de l'Organisation des Nations unies (ONU) s'émeut et s'inquiète des modifications faites par les activités humaines qui artificialisent les biotopes naturels.

## Caractéristiques d'un biotope
Elles peuvent être classées de la manière suivante[réf. souhaitée] :
- géographiquement : latitude, longitude, altitude ;
- climatiques et microclimatiques : caractéristiques des influences du climat et de ses interactions avec le couvert végétal (ombre, vent, évapotranspiration, rosée, albédo, etc.) ;
- pédologiques : caractéristiques physico-bio-chimiques du sol ;
- géologiques : caractéristiques du sous-sol, qui influent sur l'hydromorphie ;
- hydrographiques : distribution des eaux dans l'espace ;
- hydrologiques : caractéristiques et mouvements des eaux, et interactions avec la biocénose. Par exemple, les sphaignes stockent de l'eau, les castors aussi, via leurs barrages ;
- topographiques et géomorphologiques : caractéristiques altimétriques.

## Interdépendance entre biosphère et biotopes
Dans l'univers systémique de l'écologie, et dans un contexte de finitude écologique de la Terre, la biosphère (au niveau planétaire) et les biotopes (au niveau local) sont étroitement dépendants les uns les autres. Cette interdépendance du local et du planétaire a des conséquences philosophiques considérables. En effet, le philosophe Dominique Bourg montre qu'elle fait voler en éclats le principe moteur de la modernité, qui tendait à abolir toute singularité ou toute particularité locale au profit de principes généraux, ce en quoi le projet moderne fut proprement utopique.

## Coefficient de biotope
La notion de coefficient de biotope par surface (CBS) a été testée et mise en place par la ville de Berlin. Elle a quelques années plus tard été introduite en France, tout d'abord dans le PLU de Paris puis dans plusieurs PLU. La loi ALUR l'a alors encouragé au niveau national pour favoriser la renaturation des villes ou de zones d'activités ; il peut y restaurer un microclimat de meilleure qualité, contribuer à restaurer des sols écologiquement plus fonctionnels (puits de carbone, infiltrant et épurant l'eau au profit des nappes et cours d'eau, etc.) contribuer à la trame verte et bleue urbaine tout en améliorant la qualité de vie et la possibilité de trouver des habitats et des refuges pour la faune, la flore et la fonge.
Il fixe une « obligation de maintien ou création de surfaces non imperméabilisées ou éco–aménageables sur l’unité foncière qui peut être satisfaite de plusieurs manières : espace libre en pleine terre, surface au sol artificialisée mais végétalisée sur une profondeur minimale déterminée par le règlement, toitures et murs végétalisés… Les différentes manières de respecter cette obligation n’ayant pas la même efficacité du point de vue de la préservation de la biodiversité, le règlement du PLU peut ainsi prévoir un coefficient différent pour chacune d’entre elles qui permet de prendre en compte cette différence d’efficacité. Éventuellement dans le cadre d'une la séquence éviter-réduire-compenser, ou dans d'autres contextes ». L'article L. 123-1-5 du Code de l'Environnement porte sur le règlement du PLU ; il a été révisé et divisé en trois parties dont la troisième porte sur les caractéristiques architecturale, urbaine et écologique et encadre les possibilités de règlementer en matière de continuités écologiques et de coefficient de biotope par surface (CBS).

## Protection
En Suisse, la protection des biotopes est prise en compte dans la loi fédérale sur la protection de la nature et du paysage.